# فرودگاه محلی وست میشیگان
فرودگاه محلی وست میشیگان   (به انگلیسی: West Michigan Regional Airport)  یک فرودگاه همگانی باربری  است که یک باند فرود آسفالت دارد و طول باند آن ۱۸۲۹ متر است. این فرودگاه در  کشور ایالات متحده آمریکا قرار دارد و در ارتفاع ۲۱۳ متری از سطح دریا واقع شده است.